# 보험대리상
보험대리상(保險代理商) 혹은 보험대리점은 보험회사를 대리하여 보험료를 수령할 권한이 부여되는 조직을 뜻한다. 보험대리상은 상행위법에서의 대리상과 마찬가지로 보험자에 종속된 자가 아니라 그 자체로 독립하여 영업을 하는 상인이며, 체약대리권을 갖는지 여부에 따라 체약대리상과 중개대리상으로 나뉜다.

## 판례
- 대법원 1987.12.8, 선고, 87다카1793, 판결

보험자의 대리인이 보험회사를 대리하여 보험계약자와 사이에 보험계약을 체결하고 그 보험료수령권에 기하여 보험계약자로부터 회분 보험료를 받으면서 2, 3회분 보험료에 해당하는 약속어음을 함께 교부받았다면 위 대리인이 그 약속어음을 횡령하였다고 하더라도 그 변제수령의 효과는 보험자에 미친다고 할 것이다.(위 어음이 지급결제됨으로써 보험료납부의 효과가 생긴다.)

- 대법원 1991.12.10, 선고, 90다10315, 판결

보험회사 대리점이 평소 거래가 있는 자로부터 그 구입한 차량에 관한 자동차보험계약의 청약을 받으면서 그를 위하여 그 보험료를 대납하기로 전화상으로 약정하였고, 그 다음날 실제 보험료를 지급받으면서는 그 전날 이미 보험료를 납입받은 것으로 하여 보험약관에 따라 보험기간이 그 전날 24:00 이미 시작된 것으로 기재된 보험료영수증을 교부한 경우 위 약정일에 보험계약이 체결되어 보험회사가 보험료를 영수한 것으로 보아야 할 것이라고 한사례.

## 같이 보기
- 대리상

## 참고 문헌
- 이기수∙최병규∙김인현, 『보험∙해상법』, 박영사, 2008. ISBN 9788910515210